# Моте-Безюш
Моте́-Безю́ш (фр. Motey-Besuche) — коммуна во Франции, находится в регионе Франш-Конте. Департамент — Верхняя Сона. Входит в состав кантона Пем. Округ коммуны — Везуль.
Код INSEE коммуны — 70374.

## География
Коммуна расположена приблизительно в 310 км к юго-востоку от Парижа, в 28 км западнее Безансона, в 55 км к юго-западу от Везуля.

## Население
Население коммуны на 2010 год составляло 112 человек.
| 1962 | 1968 | 1975 | 1982 | 1990 | 1999 | 2010 |
| ---- | ---- | ---- | ---- | ---- | ---- | ---- |
| 113  | 118  | 99   | 84   | 79   | 85   | 112  |

## Администрация
| Период | Период | Фамилия        | Партия        | Примечания |
| ------ | ------ | -------------- | ------------- | ---------- |
| 2001   | 2008   | Поль Жувено    |               |            |
| 2008   | 2014   | Максим Петиньи | Разные правые |            |

## Экономика
В 2010 году среди 66 человек трудоспособного возраста (15—64 лет) 58 были экономически активными, 8 — неактивными (показатель активности — 87,9 %, в 1999 году было 69,2 %). Из 58 активных жителей работали 54 человека (31 мужчина и 23 женщины), безработными было 4 (1 мужчина и 3 женщины). Среди 8 неактивных 5 человек были учениками или студентами, 2 — пенсионерами, 1 был неактивным по другим причинам.

## Достопримечательности
- Дом XVIII века. Исторический памятник с 2012 года[3]